# Jumia
 (août 2021).
L'article doit être relu — et modifié si nécessaire — par des contributeurs indépendants pour apporter un regard critique aux contributions effectuées en violation des conditions d'utilisation de Wikipédia, tant sur la forme (notamment concernant le style encyclopédique, la proportionnalité) que sur le fond (la neutralité de point de vue, la qualité et l'indépendance des sources).
Jumia est une entreprise de commerce en ligne présente sur le marché africain. Fondée en 2012, Jumia vend des produits électroniques, d’hygiène, de l’alimentaire et des services.
La plateforme de Jumia est un marché en ligne qui met en relation des vendeurs et des acheteurs, en mettant à leur disposition un service logistique, permettant l'expédition et la livraison des colis en plus d'un service de paiement. En 2022, plus de 100,000 vendeurs proposent une large gamme de produits et de services à la demande: appareils électroménagers et électroniques, mode, jouets pour enfants, mais aussi des services tels des réservations d'hôtels ou d’avion, et la livraison de repas. Jumia est notamment qualifié d'«Alibaba africain» ou d'«Amazon africain».
L'entreprise est présente dans plus d'une dizaine de pays africains dont le Maroc, l'Algérie, le Kenya, l'Égypte, l'Ouganda, le Sénégal, le Ghana, l'Afrique du Sud, le Nigeria et la Côte d'Ivoire, mais aussi dans des pays étrangers à l'Afrique dont le Portugal, la Chine et les Émirats arabes unis. Plus de 4 000 personnes travaillent directement avec Jumia, et presque 100 000 personnes indirectement sur le continent. Le 12 avril 2019, Jumia est la première entreprise technologique uniquement consacrée au marché africain cotée à la bourse de New York (JMIA - NYSE),.
L'entreprise basée à Lagos a été critiquée pour s'affirmer africaine alors qu'elle a été enregistrée à Berlin, que ses dirigeants sont Français, que son centre technique est situé au Portugal, que ses capitaux sont majoritairement américains et européens, et que de lourdes pertes ont été autorisées pour permettre sa croissance. Jumia est néanmoins également défendue, en raison de son ancien actionnaire principal sud-africain, mais aussi parce qu'elle montrerait les opportunités à suivre et permettrait de répondre à des problèmes structurels.
En 2019, Jumia a ouvert un centre technologique au Caire, en Égypte, pour le développement de ses services numériques. L’entreprise a fêté ses 10 ans en 2022, et ses fondateurs Sacha Poignonnec et Jeremy Hodara ont été remplacés par Francis Dufay, promus CEO et Antoine Maillet-Mezeray, EVP Finance et Operation avec pour mission  “un recentrage sur le continent et sur son cœur de métier, en visant la rentabilité à tout prix.”
Depuis sa nomination, Francis Dufay a opéré des changements, en réduisant les coûts (fermeture du bureau de Dubaï, plan social de 900 personnes) et en construisant des fondamentaux solides pour une croissance à long terme, avec notamment le développement du commerce en ligne dans les zones rurales,.
Sous sa nouvelle direction, Jumia a présenté lors de ses résultats du 1er trimestre 2023, des revenus stables mais la plus forte baisse de ses pertes en 4 ans, notamment dû à des réductions de personnel et surtout dans le marketing.
La nouvelle stratégie de croissance s’articule notamment autour de l’expansion du commerce en ligne dans les zones secondaires et rurales, là où se trouve plus de 58 % de la population sub-saharienne,.

## Histoire
Jumia a été fondé à Lagos au Nigeria en 2012 par le groupe panafricain Africa Internet Group.
Le site permet le paiement en espèces lors de la livraison, permettant un basculement progressif vers le paiement à distance. Au Maroc, ce type de paiement atteint ainsi 15% à la troisième commande sur le site en 2016.
En 2015, les revenus de Jumia se montent à 134,6 millions d’euros avec un chiffre d'affaires plus que doublé sur 2014, mais reste avec un Ebitda encore négatif à -111,3 millions d’euros.
En juin 2016, Jumia devient la marque phare du groupe lors d'une opération de rebranding: Kaymu devient Jumia Market, Hellofood devient Jumia Food, Vendito devient Jumia Deals, Lamudi devient Jumia House, Everjobs devient Jumia Jobs, Carmudi devient Jumia Cars, AIGX devient Jumia Services.
Lancé en 2017 au Nigeria, Jumia Pay, solution de paiement, assure déjà 40% des transactions quand, jusqu'ici l'essentiel des règlements se faisait en liquide.
En 2018, Jumia connaît plus de 42% de croissance de son volume d’affaire. En 2018, le groupe est actif dans 14 pays africains couvrant 80% de la population ayant accès à internet en Afrique et devrait dépasser le milliard d'euros de volume d'affaires en 2019. Son concurrent américain Amazon étant absent du marché, Jumia est surnommé parfois l'« Amazon africain » ou encore l’« Alibaba africain ».
En novembre et décembre 2019, l'entreprise suspend ses activités de commerce en ligne au Cameroun puis en Tanzanie (sauf les petites annonces avec Jumia Deals), et conclut un contrat de distribution avec Travelstart pour Jumia Travel,,.
L’offre Jumia Advertising a été lancée en 2019, plus de mille campagnes publicitaires ont été menées en 2020, pour le compte de 370 clients comme Unilever, Nivea, L’Oréal, Xiaomi ou Huawei.
En 2021, Jumia a été classée 6ème dans le classement des marques les plus influentes en Égypte par Ipsos. La compagnie a également ouvert de nouveaux centres technologiques en Égypte, au Caire et en Alexandrie pour ses activités en Afrique,.
En 2022, Jumia s’est associée avec Coca-Cola, pour proposer des achats en lignes aux consommateurs.
En 2023, après la Côte d’Ivoire, Leroy Merlin se lance au Sénégal grâce à Jumia, son partenaire exclusif.
Début juin 2023, la direction de Jumia dévoile son nouveau cap : pas d'objectif de conquête d'autres pays mais une volonté de s'immiscer dans des villes à taille plus réduites (de 20 000 à 150 000 habitants).
En octobre 2023, Jumia a signé un partenariat important avec Starlink pour vendre le kit résidentiel Starlink de connexion à internet via les satellites de Elon Musk en Afrique, en commençant par le Nigeria avant la fin 2023, puis au Kenya et plus tard dans d'autres pays où Jumia est présent.
En décembre 2023, Jumia a annoncé son intention d'interrompre la livraison de repas sur sept marchés et de se concentrer sur l'expansion de la livraison de biens physiques. La décision est conforme à sa stratégie visant à optimiser son capital et ses ressources afin de poursuivre son chemin vers la rentabilité.
En février 2024, Jumia a annoncé une réduction des pertes de plus de 90 % au quatrième trimestre 2023, dans le cadre du rétablissement de la croissance (GMV), terminant l'année avec une perte d'EBITDA ajusté de 58,2 millions de dollars, soit une baisse de 68 % par rapport à 2022. En 2024, Jumia vise à réduire davantage son utilisation de trésorerie tout en s'attendant à une augmentation des commandes et de la valeur brute des marchandises hors impact potentiel des changes.

## Fondateurs
En 2012, Jérémy Hodara et Sacha Poignonnec, ex-consultants McKinsey ont fondé Africa Internet Group, connu aujourd'hui sous le nom de Jumia,.
Enregistré à Berlin, l'entreprise a son siège au Nigeria. Les fondateurs Sacha Poignonnec et Jeremy Hodara, ont tous deux quitté début novembre 2022, leurs fonctions de codirecteurs du détaillant en ligne axé sur l’Afrique. Le comité de surveillance à nommé Francis Dufay en tant que CEO d’intérim et Antoine Maillet-Mezeray, EVP Finance et logistique.

## Investisseurs
En 2012, Jumia a été lancé avec l'aide de Rocket Internet, MTN Group, et Tigo. En mars 2016, Jumia lève plus de 300 millions d'euros auprès de MTN Group, Rocket Internet, Axa, Goldman Sachs, Orange et CDC Group[source insuffisante]. Pernod Ricard entre aussi au capital en décembre 2018,. En avril 2019, Mastercard investit 50 millions d'euros.
En 2019, le premier actionnaire est la société sud-africaine MTN Group, avec 30%, mais les capitaux viennent majoritairement d'Europe et des États-Unis.
L'entreprise entre à la bourse de New York le 12 avril 2019 et aurait levé plus de 200 millions de dollars.
Rocket Internet et MTN vendent leurs actions en 2020 et se retirent du capital de l’entreprise,.

## Statistiques
En 2020, plus d'un milliard de visites sont effectuées sur le site, plus de 110 000 vendeurs actifs proposent plus de 40 millions de produits au total, 6,9 millions de consommateurs actifs sont répertoriés en Afrique, plus de 28 millions de commandes sont effectuées en 2020 et une transaction est effectuée toutes les deux secondes[réf. nécessaire].